# Galmsbüll
Galmsbüll (mooring Galmsbel, danès Galmesbøl) és un municipi rural del districte de Nordfriesland, dins l'Amt Südtondern, a l'estat alemany de Slesvig-Holstein. El 2023 tenia 568 habitants.
Formava part de l'antic Amt Bökingharde. El municipi fou creat el 1974 per la fusió dels municipis Christian Albrecht Koog, Kleiseerkoog, Marienkoog i Neugalmsbüll.
Galmsbüll és un antic halligen, petita illa al mar de Wadden, damunt un banc de sorra. El nom té el sufix -büll, que és d'origen danès -bøl i que significa ‘casa, habitatge’, la primera part sol ser un nom de persona. Sovint són assentaments nous que al segle x és van crear a partir d'un poble veí més antic.

## Personatges il·lustres
- Christian Jensen (1857-1936), estudiós de la cultura i llengua de la Frísia septentrional.[7]